# Harriet Backerová
Harriet Backerová (nepřechýleně Harriet Backer; 21. ledna 1845, Holmestrand – 25. března 1932, Oslo) byla norská malířka, která byla průkopnicí mezi umělkyněmi jak v severských zemích, tak v Evropě obecně. Hlavním tématem její tvorby byly detailní interiérové scény, kterým dominují jasné a čisté barvy s výraznými tonálními kontrasty. Zvláštní pozornost věnovala zachycení vzájemného vztahu mezi postavou, interiérem a světelnými efekty (kontrast mezi vnitřním a venkovním světlem).

## Život a dílo
Harriet Backerová byla jednou ze čtyř dcer, které se narodily v zámožné rodině v městečku ‎‎Holmestrand‎‎ v kraji ‎‎Vestfold‎‎ v jihovýchodním Norsku. Od roku 1856 žili v Oslu. Harriet se učila malovat už od dvanácti let. Po maturitě v roce 1860 získávala umělecké vzdělání v různých malířských školách: u Johana Fredrika Eckersberga (1861–1865), u Christen Brun (1867–1869) a u Knuda Bergsliena (1871–1874). Studovala také v Berlíně (1866–1867), Mnichově (1874–1878) a Paříži (1878–1780), kde ji ovlivnil impresionismus. Kromě toho hodně cestovala jako společnice své sestry, známé koncertní pianistky Agathe Backer Grøndahlové (1847–1907), na jejích koncertních turné po celé Evropě. V průběhu těchto cest absolvovala další lekce malířství.
V letech 1880 až 1888 pobývala v Paříži, kde zpočátku navštěvovala malířskou školu Madame Trélat de Lavigne, která byla v té době populární mezi skandinávskými umělci. Jako učitelé tam působili Léon Bonnat (1833–1922), Jean-Léon Gérôme (1824–1904) a Jules Bastien-Lepage (1848–1884). Od roku 1881 sdílela ateliér s norskou umělkyní Kitty Lange Kiellandovou. Léto 1886 strávila na farmě Fleskum v obci Bærum, kde se vytvořila umělecká kolonie. Inspirována přáteli Kitty Kiellandovou a Eilifem Peterssenem se začala věnovat také krajinomalbě.
V roce 1888 se natrvalo přestěhovala zpět do Norska a usadila se ve městě Sandvika, asi 15 kilometrů od Osla. Od roku 1890 do roku 1912 provozovala vlastní uměleckou školu. kde jejími žáky byli Nikolai Astrup, Halfdan Egedius, Harald Sohlberg, Henrik Lund, Helga Ring Reuschová, Astri Welhaven, Cora Sandelová. Zároveň jako první žena působila v Národní galerii, kde rozhodovala o nákupu obrazů. Od roku 1907 až do jeho smrti v roce 1925 dostávala každoroční soukromý grant od bohatého průmyslníka a mecenáše umění Olafa Fredrika Schoua (1861–1925). Od roku 1921 dostávala norský státní umělecký plat.
Backerová vytvořila jen asi 180 uměleckých děl, pracovala pomalu a pečlivě. Začínala jako portrétistka, malovala mnoho přátel a známých. Její rané práce z mnichovského období mají tmavé, teplé barvy, jak je zřejmé na portrétu sestry Agathe Backerové (1874) nebo Karen Nielsenové (1876). Postupně se hlavním tématem jejích obrazů staly ženy při práci, zachycené v městských bytových interiérech či na pozadí venkovské přírody. V roce 1880 debutovala v Paříži obrazem Samota (Solitude), za který získala čestné uznání. Na tomto obraze se projevil její zájem o hru světla v interiéru, který rozvinula v dalších letech. V Paříži, pod vlivem impresionismu, začala Backerová malovat světlejšími a jasnějšími barvami. V roce 1883 vystavovala na podzimní výstavě v Oslu obraz Modrý pokoj (Blått Interiǿr), který je považován za zásadní dílo v jejím uměleckém vývoji. Je považována za jednu z předních norských koloristek. Barevné kvality jsou patrné zejména v jejích interiérech z norských kostelů, které začala Backerová malovat po roce 1890. Obrázky jako Křest dítěte v kostele Tanum (1892) a Interiér kostela Uvdal Stave (1909) jsou mistrovskými díly koloristického umění.
Vystavovala po celém světě a dostalo se jí řady poct. V Norsku měla první samostatnou výstavu v roce 1907 v galerii Kunstforening v Oslu. Získala stříbrnou medaili na Světové výstavě v Paříži roku 1889. V roce 1908 obdržela zlatou Královskou medaili za zásluhy (Kongens fortjenstmedalje i gull), v roce 1925 byla povýšena na rytířku 1. třídy Řádu sv. Olava. V roce 1920 se stala čestnou členkou Norské asociace pro práva žen.
Zemřela ve svém domě v Oslu 25. března 1932 ve věku 87 let a byla pohřbena na hřbitově Vår Frelsers.

## Galerie

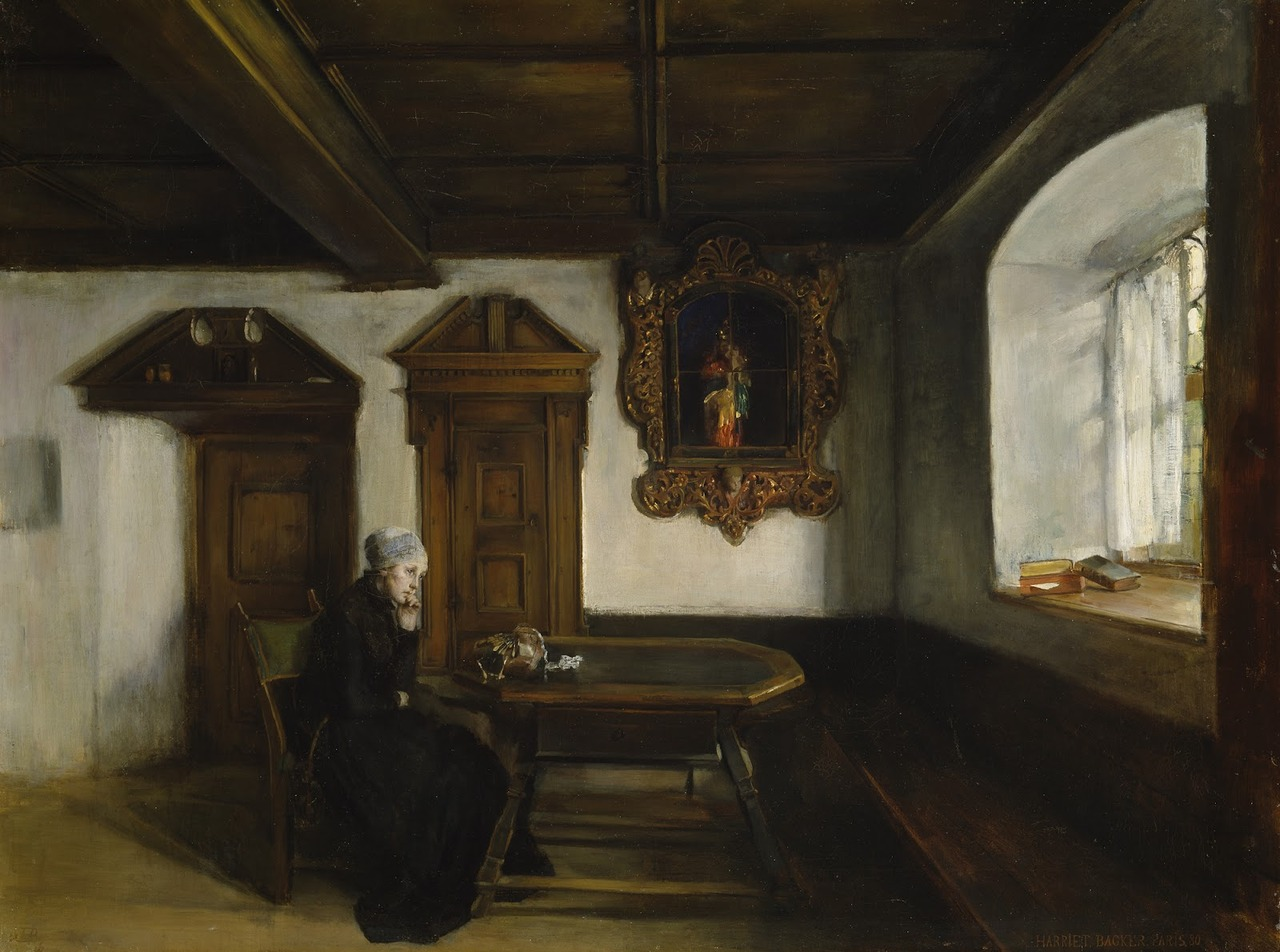
Samota (1878–1880)
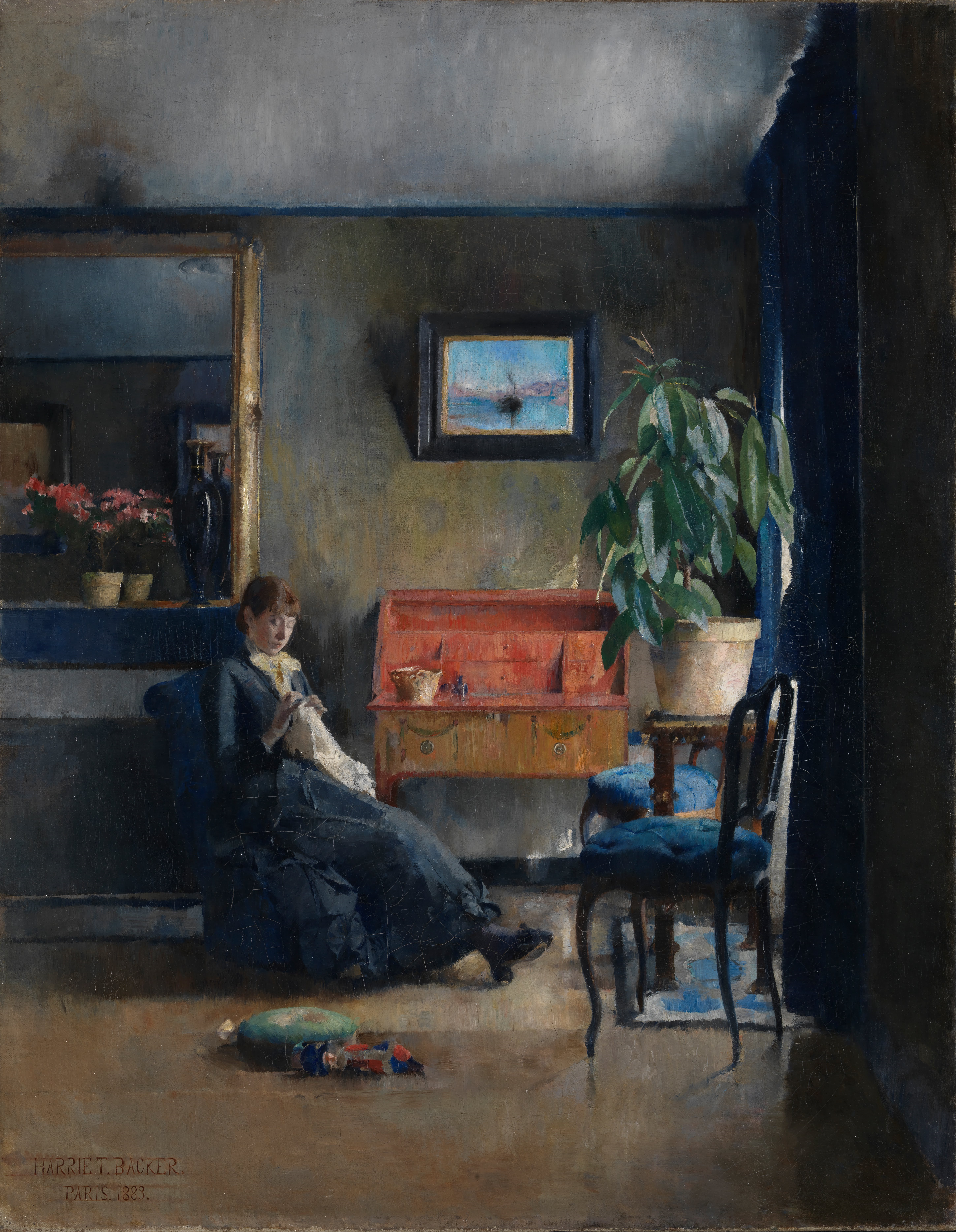
Modrý pokoj (1883)
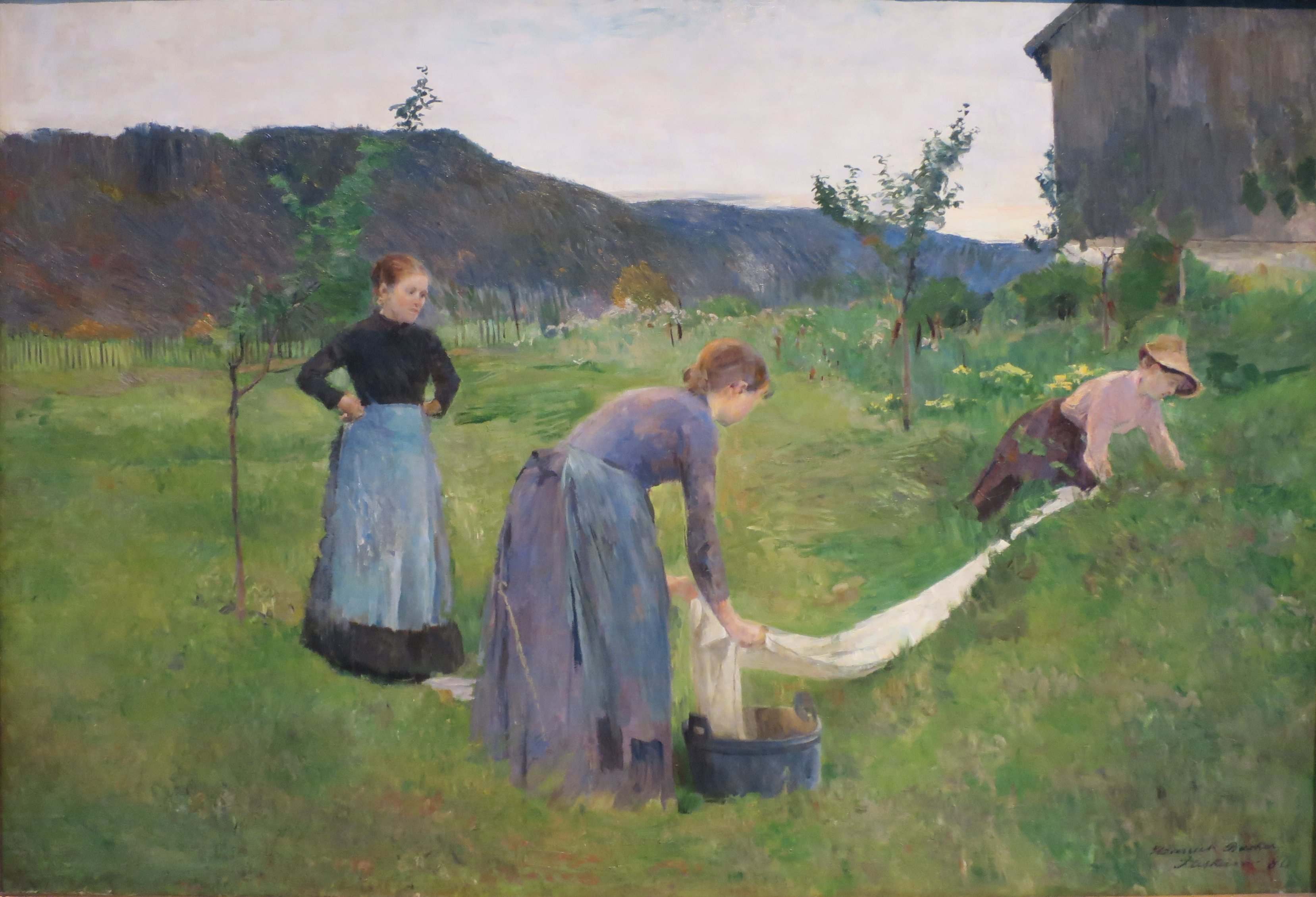
Sušení prádla (1886)
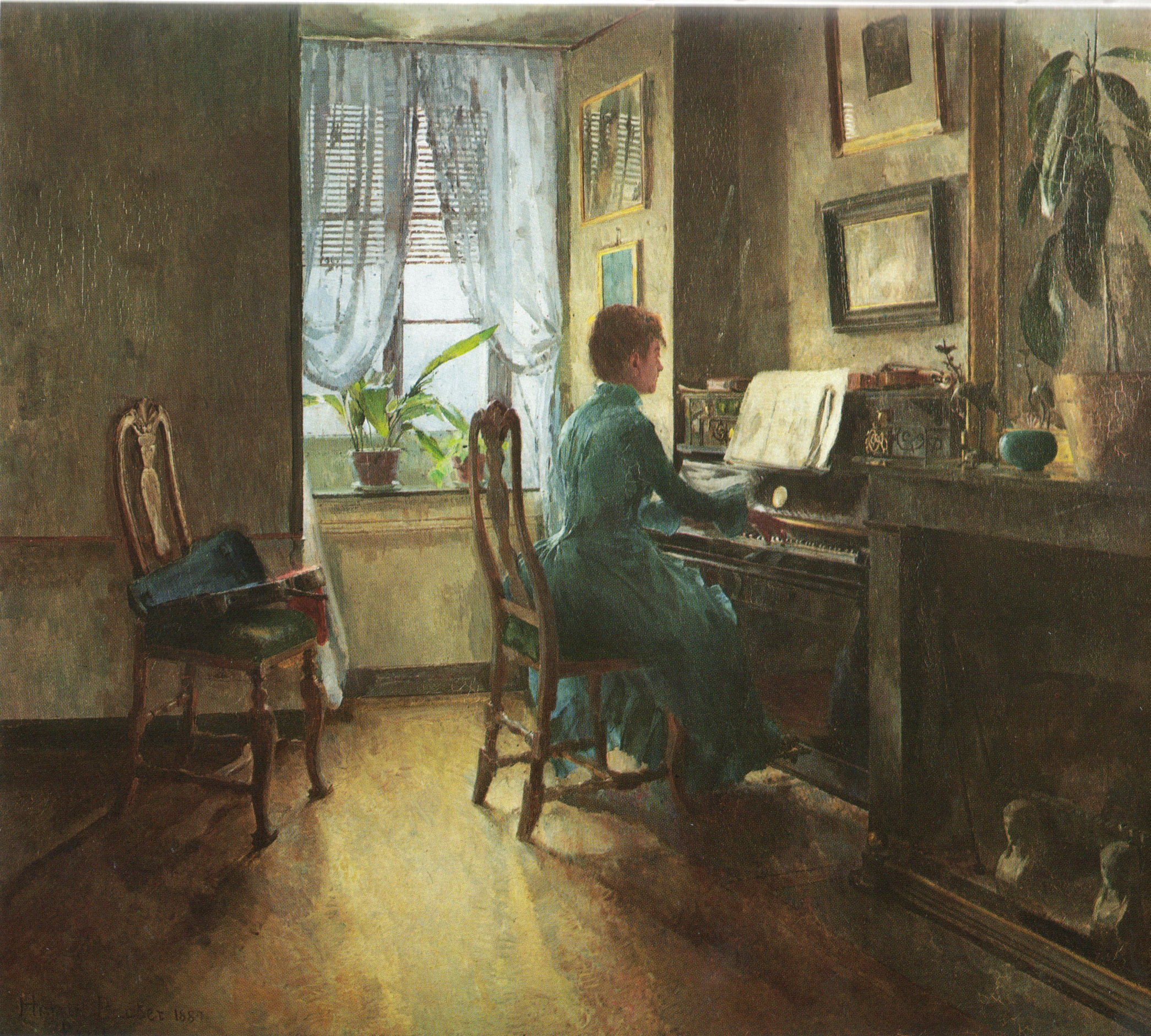
U sebe (Chez moi, 1887)
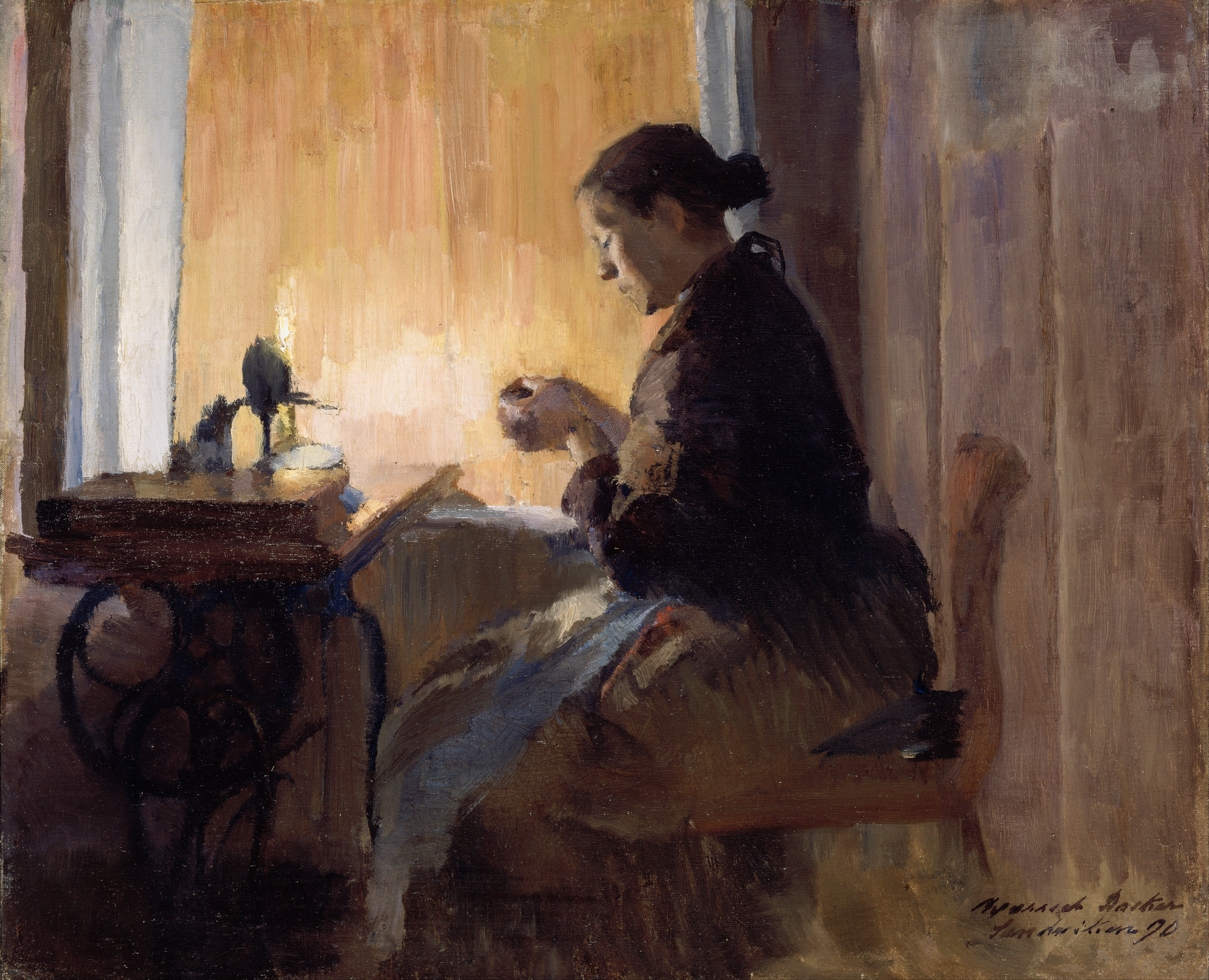
U lampy (1890)
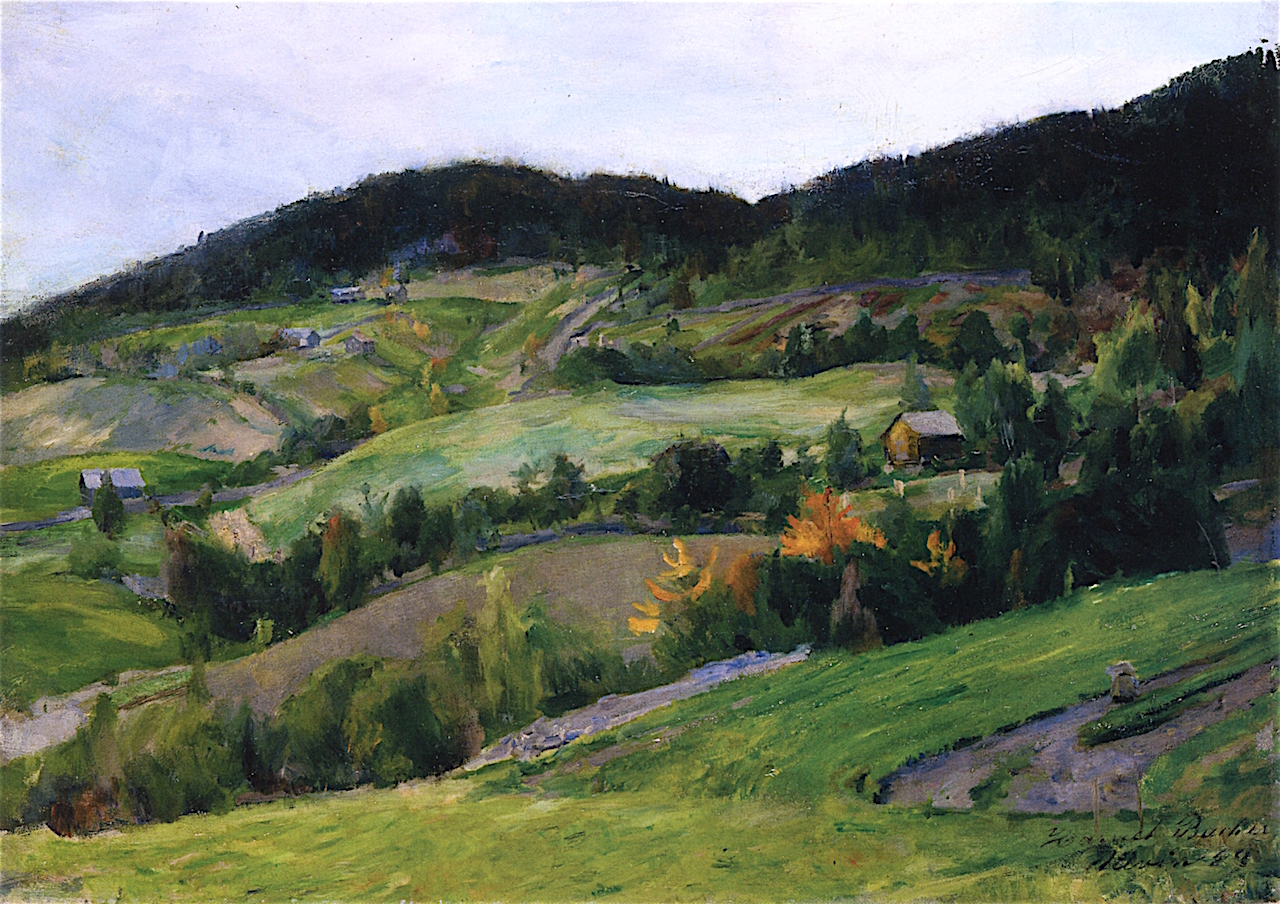
krajina v Ulvinu (1889)
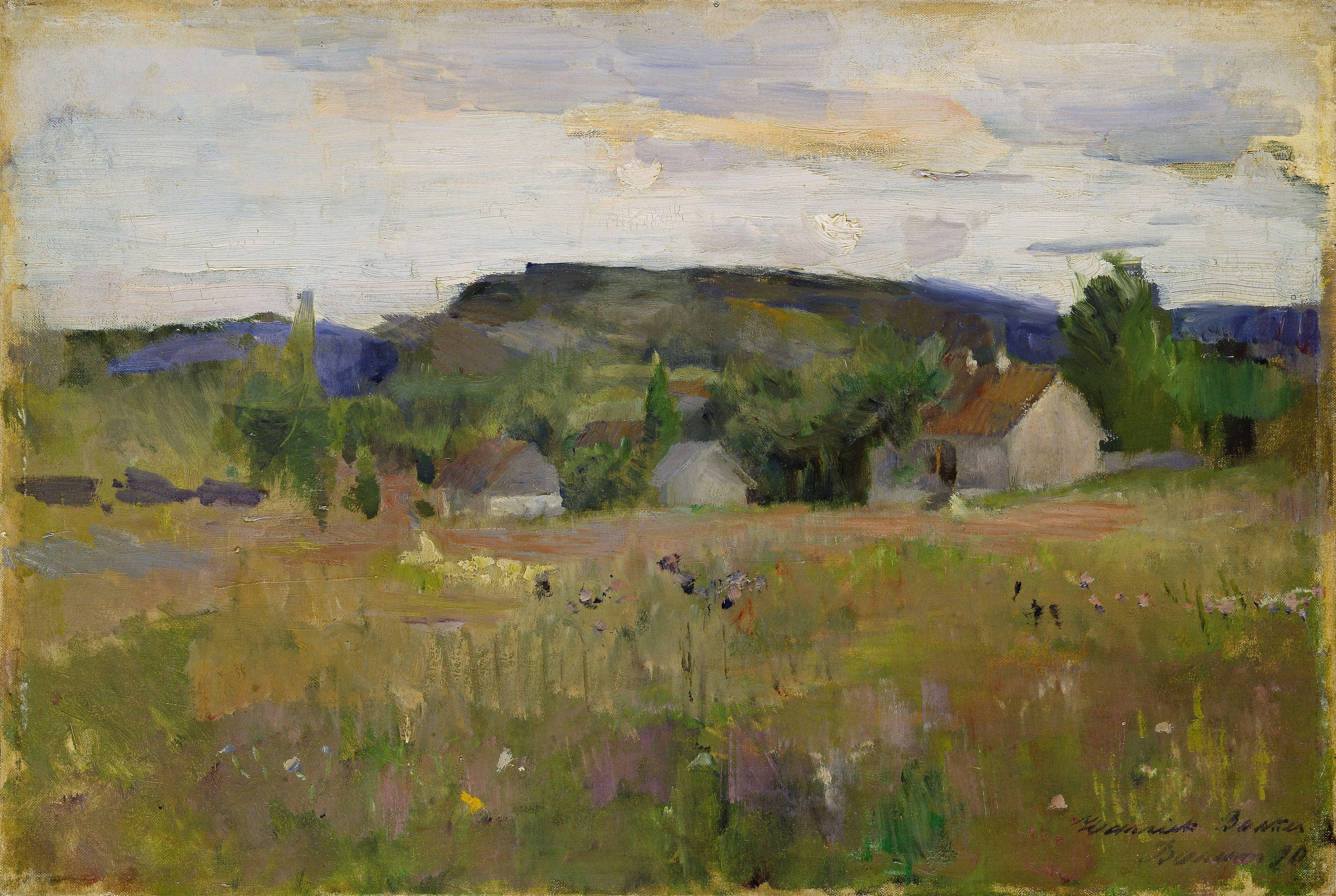
krajina u Bærum (1890)
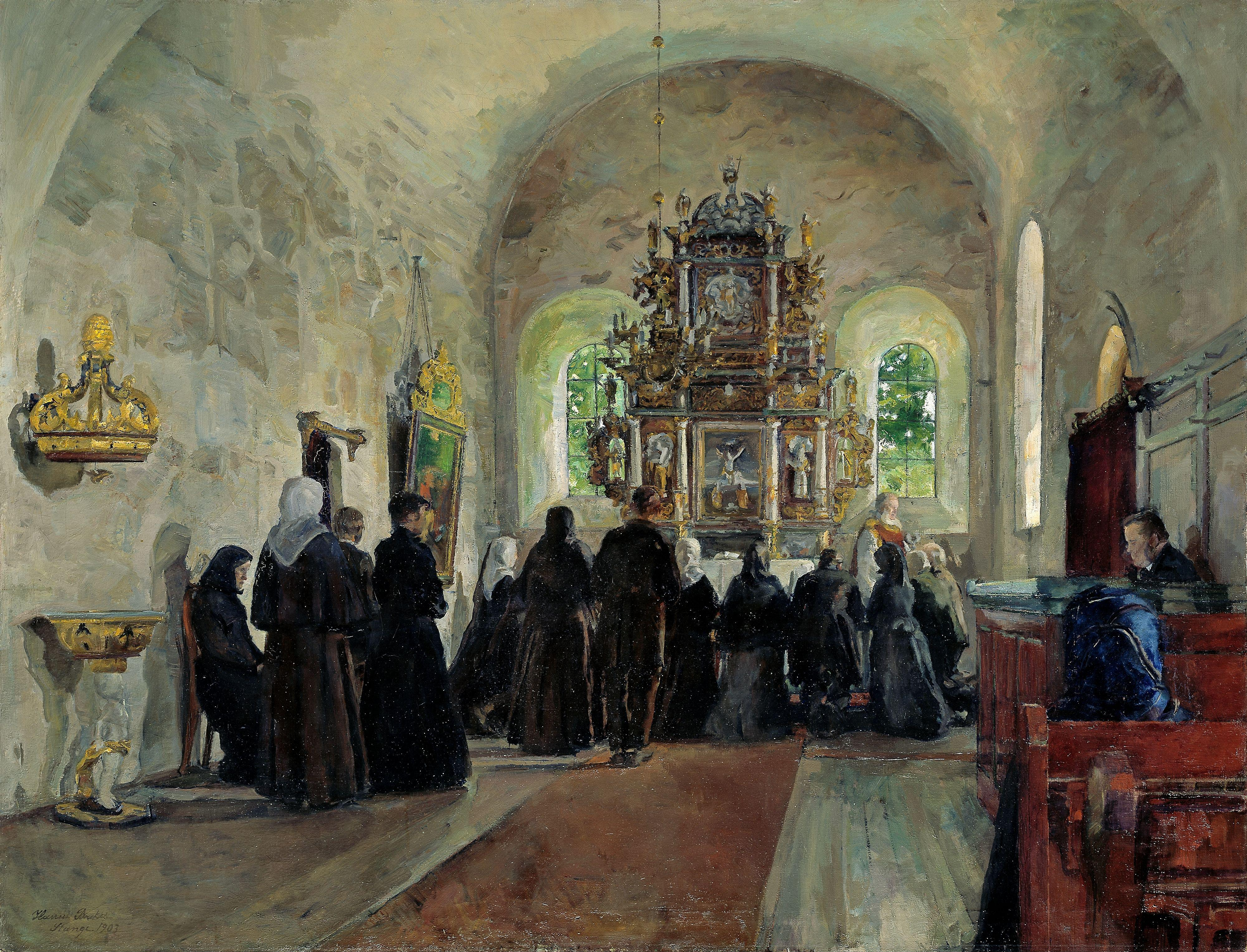
Slavnostní obřad v kostele (1903)